# (5714) Krasinsky
(5714) Krasinsky es un asteroide perteneciente al cinturón de asteroides descubierto el 14 de agosto de 1982 por Nikolái Stepánovich Chernyj desde el Observatorio Astrofísico de Crimea (República de Crimea).

## Designación y nombre
Designado provisionalmente como 1982 PR. Fue nombrado Krasinsky en homenaje a Georgij Al'bertovich Krasinskij [Krasinsky], miembro del personal del Instituto de Astronomía Teórica de 1964 a 1987, ahora jefe del Laboratorio de Astronomía de Efemérides del Instituto de Astronomía Aplicada en San Petersburgo. Ha investigado los movimientos planetarios por métodos analíticos y numéricos, y fue uno de los creadores de la teoría relativista global de los planetas internos y la luna en la década de 1970.

## Características orbitales
Krasinsky está situado a una distancia media del Sol de 3,129 ua, pudiendo alejarse hasta 3,759 ua y acercarse hasta 2,498 ua. Su excentricidad es 0,201 y la inclinación orbital 1,077 grados. Emplea 2021,84 días en completar una órbita alrededor del Sol.

## Características físicas
La magnitud absoluta de Krasinsky es 12,1. Tiene 19,916 km de diámetro y su albedo se estima en 0,07. 